# Teleskop Subaru
Teleskop Subaru (jap. すばる望遠鏡) – japoński teleskop pracujący w zakresie światła widzialnego i podczerwieni z tzw. optyką aktywną. Znajduje się w obserwatorium Mauna Kea na Hawajach (Stany Zjednoczone) na wysokości 4139 m n.p.m., nieopodal Teleskopów Kecka. Posiada zwierciadło monolityczne o łącznej średnicy 8,3 metra (z czego do obserwacji używane jest 8,2 m), które powstało przez zgrzanie 55 w większości sześciokątnych segmentów. Wyposażono go w 261 siłowników, które kompensują ewentualne odkształcenia zwierciadła.

## Historia

### Pomysł i postępy nad pracami
Latem 1984 roku pojawił się pomysł, by zbudować wielki teleskop (pierwotnie miał on mieć 7,5 m średnicy) pod nazwą Japan National Large Telescope (JNLT). Tokijskie Obserwatorium Astronomiczne Uniwersytetu w Tokio powołało zespół inżynierów, a światowa społeczność astronomów zaoferowała swoją pomoc w projekcie. Protokół ustaleń budowy między Tokijskim Obserwatorium Astronomicznym i Uniwersytetem Hawajskim został podpisany w 1986 roku. W 1989 roku przeprowadzono testy z optyką aktywną, a w 1991 projektowano i testowano m.in. w tunelu aerodynamicznym kształt budynku dla teleskopu. Projekt konstrukcji został publicznie ogłoszony w 1990, jednocześnie zmieniono wielkość teleskopu z planowanych 7,5 m do 8,2 m.
Budowę teleskopu rozpoczęto w kwietniu 1991. Wtedy również pojawiła się propozycja zmiany jego nazwy na Teleskop Subaru na cześć znanej w Japonii pod taką właśnie nazwą  gromady Plejad.
Pierwsze światło teleskopu uzyskano 24 grudnia 1998 roku. Uroczyste rozpoczęcie pracy nastąpiło we wrześniu 1999 roku. Prace wykończeniowe trwały jeszcze kilka miesięcy i ostatecznie budowę zakończono w marcu 2000 roku.
Od grudnia 2000 roku teleskop jest dostępny dla międzynarodowej społeczności astronomów.

### Wypadki podczas budowy
Podczas budowy teleskopu doszło do dwóch wypadków, w których życie straciło 4 robotników. 13 października 1993 pracownik zginął przygnieciony przez wózek. 16 stycznia 1996 podczas spawania iskry spowodowały zapłon izolacji, a toksyczny dym spowodował śmierć 3 robotników i zatrucie 26 innych.

### Awaria w 2011
2 lipca 2011 roku nastąpił wyciek płynu z jednej z części teleskopu. Obserwacje udało się wznowić 22 lipca, a do pełnej sprawności teleskop powrócił 26 sierpnia.

## Przyrządy teleskopu
Na Teleskopie Subaru można zamontować w czterech punktach kilka przyrządów. Do najczęściej wykorzystywanych należą:
- Subaru Prime Focus Camera (Suprime-Cam) – 80-megapikselowy aparat działający w zakresie światła widzialnego
- Multi-Object Infrared Camera and Spectrograph (MOIRCS) – szerokokątny aparat i spektrograf posiadający możliwość jednoczesnej rejestracji widm kilku badanych obiektów
- Infrared Camera and Spectrograph (IRCS) – aparat i spektrograf działający w podczerwieni
- Cooled Mid Infrared Camera and Spectrometer (COMICS) – aparat i spektroskop działający w średniej podczerwieni
- Faint Object Camera And Spectrograph (FOCAS) – aparat i spektrograf działający w zakresie światła widzialnego z możliwością rejestracji widm 100 obiektów naraz
- High Dispersion Spectrograph (HDS) – spektrograf działający w zakresie światła widzialnego
- Fiber Multi Object Spectrograph (FMOS) – spektrograf działający w zakresie podczerwieni z możliwością zbierania danych z 400 obiektów równocześnie
- High-Contrast Coronographic Imager for Adaptive Optics (HiCIAO) – kamera działająca w podczerwieni używana do wykrywania planet pozasłonecznych
- Hyper Suprime-Cam – zamontowany na początku 2012 roku, wyprodukowany przez firmę Canon i ważący ok. 3 ton, 900-megapikselowy aparat cyfrowy[7].

## Najważniejsze odkrycia
- SXDF-NB1006-2 – jedna z najodleglejszych i zarazem najstarszych galaktyk[8]
- IOK-1 – jedna z najstarszych znanych galaktyk.